# Улрих фон Фрундсберг
Улрих фон Фрундсберг (на немски: Ulrich von Frundsberg; † 11 август 1501) е рицар от Фрундсберг в Тирол и господар на Минделхайм в Швабия.

## Произход и управление
Роден е около 1425 година. Той е син на рицар Зигмунд фон Фройндсберг († сл. 13 юли 1444) и съпругата му Доротея фон Зебен, дъщеря на Йохан фон Зебен († пр. 1422) и Маргарет фон Волкенщайн. Внук е на рицар Улрих фон Фройндсберг († сл. 1415) и Барбара фон Щаркенбург († 1422/1430), дъщеря на Зигмунд фон Щаркенберг († 1397/1403) и Осана фон Емс († сл. 1407). Баща му е полубрат на граф Улрих IX фон Мач († 1480/1481).
Улрих е хауптман в Швабския съюз и съветник на тиролския херцог Сигизмунд. През 1467/1468 г. той продава собствеността си в Тирол и заедно със съпругата му Барбара фон Рехберг купува господството Минделхайм в Швабия.
Умира на 11 август 1501 година.

## Фамилия
Улрих фон Фрундсберг се жени за Барбара фон Рехберг-Минделхайм († 17 март 1506), дъщеря на Беро I фон Рехберг († 1462) и Барбара фон Ротенбург († 1462), дъщеря на Хайнрих VI фон Ротенбург († 1411) и Агнес фон Верденберг-Хайлигенберг-Блуденц († 1436). Съпругата му е внучка на Файт I фон Рехберг († 1416) и Ирмела фон Тек († 1422). Те имат 13 деца:
- Ханс фон Фрундсберг († 1500), женен за Хелена фон Рехберг († сл. 25 юни 1523)
- Улрих фон Фрундсберг († 10 август 1493), княжески епископ на Тренто (1488 – 1493)
- Томас фон Фрундсберг († 1497), женен за Урсула фон Валдбург († сл. 1517)
- Каспар фон Фройндсберг
- Волфганг фон Фройндсберг
- Зигмунд фон Фройндсберг
- Кристоф фон Фройндсберг
- Адам фон Фройндсберг († 2 януари 1518)
- Ева фон Фройндсберг († 1481), омъжена за Деген I Фукс фон Фуксберг († 1542)
- Барбара фон Фройндсберг († 1533), омъжена за Якоб фон Бодман († 4 декември 1510)
- Магдалена фон Фрундсберг († 1533), омъжена за Хиронимус фон Розенберг († сл. 1505)
- Агнес фон Фройндсберг († 1510), омъжена за Албрехт фон Вилденщайн (* 1482; † 6 февруари 1532)
- Георг фон Фрундсберг I (* 24 септември 1473, дворец Минделхайм; † 20 август 1528, дворец Минделхайм), водач на ландскнехтите, женен I. 1500 г. за Катарина фон Шрофенщайн († 24 февруари 1518). II. на 11 септември 1519 г. за Анна фон Лодрон († 12 ноември 1556)